# Germanato de sódio
Germanato de sódio (Na2GeO3) é um composto químico sólido incolor.

## Preparação
Germanato de sódio pode ser pré-misturado pela fusão de óxido de germânio com óxido de sódio em altas temperaturas.

## Estrutura
Na2GeO3 contém aniões GeO32− poliméricos constituídos por tetraedros de partilha de vértice {GeO4}.

## Usos
Germanato de sódio é usado principalmente para a síntese de outros compostos de germânio.